# オーセンティック・サイエンス・フィクション
『オーセンティック・サイエンス・フィクション』（Authentic Science Fiction）はイギリスのSF雑誌である。1950年代に出版され、廃刊までに計85巻を数えた。編集長は初代がゴードン・ランズボーロウ、次代がH・J・キャンベル、最後を務めたのがE・C・タブであった。出版社はハミルトン社（Hamilton an Co.）。1951年1月に小説の叢書として隔週で刊行が始まり、その年の夏には読者の投書欄や社説も載った月刊誌になった（ただし当初のコンセプトを引き継ぎ、小説は長編しか掲載しなかった）。1952年からは短編も掲載されるようになり、その後2年も経つと完全にSF雑誌と呼べるものになった。
『オーセンティック』誌には重要な作品や革新的な作品はほとんど載らなかった（数少ない例外の一つがチャールズ・L・ハーネスの"The Rose"（薔薇）で、これは後年、高い評価を受けることとなった）。1000語が1ポンドという安い原稿料のため、一流作家が全く寄り付かなかったのである。その存続期間のほぼ全てを通じて、『オーセンティック』誌は国内の3誌のライヴァル誌と競合し続けた。ハミルトン社は1957年10月号（85号）をもって本誌を廃刊とした。その理由は、アメリカのベストセラー小説をイギリスで出版する権利を得るために現金が必要だったからである。
なお誌名の Authentic は「真正の」「本物の」「紛れもない」のような意味を持つ形容詞。

## 出版史
1950年、SF雑誌はアメリカではすでに20年以上も昔から刊行され成功していたが、イギリスにおいては低調であった。アメリカとは逆に、イギリスではSF小説の大部分が雑誌でなくペーパーバックの形態で出版されていたのである。戦前にも戦後にも何誌かのSF雑誌が創刊されたが、いずれも短命に終わった。ジョン・スペンサー（John Spencer）は1950年に極めて低品質なジュブナイル雑誌4誌を市場に投入したが、50年代中期までしか保たなかった。一方、46年創刊の『ニュー・ワールズ』は生き残っていた。アトラス社（Atlas）という出版社は、アメリカの一流誌『アスタウンディング』のリプリント発行を1939年から開始した。戦中には内容がかなり薄くなり、刊行も不定期となったが、毎月4万部が売れたと称されている。このことが、新しい市場を探していたハミルトン社の関心を惹いた。
1949年、ハミルトン社はゴードン・ランズボーロウを編集長として雇用。ランズボーロウは自分の扱うSFの質を向上させるため全力を尽くしたが、彼は最上質の作品に対してすら1000語で1ポンドを支払う権限しか与えられていなかった。H・J・キャンベルがテクニカル・エディターとして編集部に加わった。彼はロンドンのSFファンで、かつてハルトン出版（Hulton Press）でSF雑誌の創刊計画（頓挫した）を担当した人物であった。
1951年の創刊まで、ハミルトン社のSF本は隔週で発行されていた。1951年1月1日、ハミルトン社はリチャード・コンロイことリー・スタントン作の"Mushroom Men from Mars"（火星から来たキノコ人間）を出版したが、この本の表紙には"Authentic Science Fiction Series"（オーセンティック・サイエンス・フィクション）と書かれたバナーが付けられたのである。同じものが1月15日の長編、ロバート・G・シャープことジョン・J・デーガンの"Reconnoitre Krellig II"（偵察機クレリグ2号）にも付いた。続く本、ロイ・シェルドンの"Gold Men of Aureus"(アウレウスの黄金人間)では、ランズボーロウは売れ行きの増加を目論んでバナーを"Science Fiction Fortnightly No. 3"（隔週サイエンス・フィクション 3号）に変えた。バナーが変わっただけでなく、投書コーナー、社説、そして予約購読を募る広告も加えられた。バナーは（ランズボーロウによると）単に刊行の日程を読者に示すためのものであったが、その他の変更と相まって、なおさら雑誌のような雰囲気を作り出した。編集長の名前が載せられたのもこの巻からで、ランズボーロウはこの仕事用にはL・G・ホームズという変名を使用した（ホームズは本名のミドルネームである）。
題名が売れ行きに大きな影響を与えたことは間違いない。ランズボーロウが後に述べたところでは、ハミルトン社の意向による別の題名（後述）では月1万5千部が売れたに過ぎないが、『オーセンティック』の題名では3万部が売れたのである。題名が確定すると、ハミルトン社は本誌を月刊にすることを提案した。ランズボーロウは仕事の増加に懸念を抱いていたし、ハミルトン社が原稿料の値上げに応じないことにも悩みの種であった。低賃金では低水準の作品しか集まらなかったのである。妥協の結果、『オーセンティック』はペーパーバックで月刊の発行、内容は長編一本と短い記事を基本とし、たまに短編も併録することになった。隔週の刊行は8号で終わりとなった。9から12号では表紙の下部に"Science Fiction Monthly"（SFマンスリー）という文字が入った。1951年の中頃、ランズボーロウはハミルトン社を辞職し、H・J・キャンベルが13号から新編集長となった。13号は題名が"Authentic Science Fiction"（オーセンティック・サイエンス・フィクション）と改まった最初の号でもあった。
キャンベルの下で『オーセンティック』はある程度の発展を遂げ、また、さらに一般的な雑誌らしい姿へと変態を続けた。ノンフィクションの読み物や、短編小説が毎号に載るようになったのである。ハミルトン社はSFのレーベル「パンター・ブックス」も発行しており、イギリスにおけるSF出版の主導権を握らんとしていた。1953年までにイギリスのSF市場は同時期のアメリカそっくりに変態を遂げた。悪貨が駆逐され、『オーセンティック』『ニュー・ワールズ』『サイエンス・ファンタジー』『ネビュラ・サイエンス・フィクション』という4誌の活発な雑誌だけが残った。
1955年末、キャンベルは化学者として研究生活に入るため、編集部を去った。その後任を務め、56年2月から廃刊まで編集を担当したのがE・C・タブである。彼は多数の変名を用いて大量の作品を本誌に寄稿していた人物であり（時には一冊の半分以上がタブの作品ということもあった）、その回想によると、キャンベルから「君がほとんどを書いている雑誌なんだから、編集も出来るはずだ。」と言われて編集長の職に就いたのだった。
タブに提出される作品の質は「恐るべきもの」だったとSF史家マイク・アシュリーは述べている。しかもその中には一度キャンベルに却下された作品も含まれていた（キャンベルは全ての原稿に関して記録を付けていたので、タブはそれと知ることができた）。ある作品などは20年も昔の『アスタウンディング』からの剽窃であり、もちろん却下された。タブ編集長による原稿採用率は25分の1であった。雑誌の品質を保つ困難さに気付いたタブがやむを得ず変名で自ら創作するうち、一巻がそれで埋まってしまうこともあった。
1957年の初め、本誌を店頭で目に付きやすくするため、タブは社長を説得して判型をポケットブック（ほぼB6に相当）からダイジェスト・サイズ（ほぼA5判に相当）へと大きくした。発行部数は確かに向上し、月1万4千にまでなった（ただしこの部数はランズボーロウ時代の初期に見られた3万部と比べれば微々たるものであった）。一応の成績改善にもかかわらず、ハミルトン社はアメリカのベストセラー（おそらくはエヴァン・ハンターの『暴力教室』）をイギリスでペーパーバック化する権利を買い取る資金捻出のため『オーセンティック』廃刊を決定し、タブに2ヶ月の猶予を与えて雑誌を畳ませた。1957年10月が最終号となった。

## 内容と受容

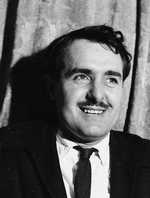
初代編集長、ゴードン・ランズボーロウ

25号までの間、『オーセンティック』は1つの号にフィクションは長編1本のみの体制で運営された。ただし読者のお便り欄"Projectiles"（「ミサイルども」）、社説、書評、ファンジン批評など各種のノンフィクションは併録した。また科学関係の記事、クイズも掲載された。26号（1952年10月号）では初の連載小説、シドニー・J・バウンズ（Sydney J. Bounds）の"Frontier Legion"（フロンティア部隊）が開始された。29号にはウィリアム・F・テンプルの長編"Immortal's Playthings"（不死の玩具）にレイ・ブラッドベリの短編"Welcome, Brothers!"（ようこそ、兄弟たちよ！）が添えられ、『フロンティア部隊』の第4回も掲載された。この連載は一回あたり10数ページの量で、6回に渡り連載されて31号において終了した。
初期の『オーセンティック』に掲載されたSF小説はどれもみな質の低いものであった。SF史家マイク・アシュリーは、創刊号のリー・スタントン著『火星から来たキノコ人間』を「空恐ろしい品質」、3号のロイ・シェルドン著『アウレウスの黄金人間』を「悲惨である」と述べている。しかしながら当時編集部員であったH・J・キャンベルはそう悪くない作品を寄稿している。"Phantom Moon"（幻影の月）はロイ・シェルドンのハウスネームの下に書かれ、6号（1951年3月15日）に発表された。最初に本名で書いたのは"World in a Test Tube"（試験管の中の世界）で、8号（1951年4月15日）に掲載された。彼は編集長になってからも自誌への寄稿を続けた。キャンベルの作品はアシュリーによると「特に洗練されているわけではない」とは言え「楽しめる」ものであった。E・C・タブも常連寄稿者で、いくつかのハウスネームの下で執筆した。ランズボーロウによれば、ハウスネームの使用は、作家たちの姿を他社から隠すことにより彼らを自社に囲い込む意図があったという。
他の常連寄稿者としてはシドニー・J・バウンズ、ウィリアム・F・テンプル、ブライアン・ベリー（Bryan Berry）、ケネス・バルマーらが挙げられる。
1953年の始めにはアメリカで発表された作品のリプリントが載るようになったが、同年中に中止となり、1956年から再開され57年3月（78号）まで続いた。78号に掲載されたリプリントは大御所アイザック・アジモフ1951年の短編"Ideals Die Hard"（理想は滅び難し）であった。他に『オーセンティック』に書いたことのある有名作家にはブライアン・オールディスやジョン・ブラナーがいる。科学記事は、キャンベル時代には力を入れられたが、タブ時代には廃止された。
おそらく、『オーセンティック』史上で最も著名な作品は1953年3月号掲載のチャールズ・L・ハーネス"The Rose"（薔薇）であろう。他に特筆すべき作品はほとんど無い。ピータ・ニコルズ&ジョン・クルートの"Encyclopedia of SF"では本誌に「第一級の作品はめったに載らず」、ハーネスの"The Rose"は特殊な例外であった旨が述べられている。デイヴィッド・カイルは自著"Pictorial History of Science Fiction"（図解SF史）で、キャンベルは雑誌を「飛躍的に良く」したと言明している。またSF書誌学者ドナルド・タックは、この雑誌が最終的には「良い水準」を達成したと結論づけている。だがマイク・アシュリーの意見は次のようである。『オーセンティック』は「悲しいほど独自性を欠いており」、載る作品は「ステレオタイプで無理やりなものだった。というのもキャンベルがごく少数の常連作家たちをせっついて大量生産をさせていたからだ」。
『オーセンティック』の表紙絵は、当初は拙劣であったが、1953年の中頃からは改善が始まった。後に『ディスクワールド』のイラストで有名になるジョシュ・カービィは61号（1955年9月）以降7冊の表紙絵を描いた。天文画の表紙絵も多かった（これらは明らかにアメリカの画家チェスリー・ボーンステルの影響を受けたものであった）が、それなりに好結果を残した。

## 書誌情報
『オーセンティック』はその出版史の大半を通じてポケットブック・サイズ（7.25 x 4.75インチ≒18.4 x 12.1cm；ほぼB6判に相当）であったが、最後の8冊に限りダイジェスト・サイズ（7.5 x 5.5インチ≒20 x 14cm；ほぼA5判に相当）となった。号数は1から85までの一連の数字が振られた。第一号の発行日は1951年1月1日で、8号までが隔週（毎月1日と15日）で刊行された。9号から最終号まで月刊のスケジュールが守られた。刊行日は、9号から73号では毎月15日であった。
当初の価格は1シリング6ペンスであったが、60号（1955年2月号）から2シリングとなり廃刊までそれが維持された。挿絵は、初期の号には入らなかったが、29号から入るようになった。なお最終号（85号）は挿絵抜きとなった。
誌名は何回か変更されている。
| 号数  | 発行日                       | 誌名                              |
| ----- | ---------------------------- | --------------------------------- |
| 1–2   | 1951年1月1日 – 1951年1月15日 | Authentic Science Fiction Series  |
| 3–8   | 1951年2月1日 – 1951年4月15日 | Science Fiction Fortnightly       |
| 9–12  | 1951年3月 – 1951年8月        | Science Fiction Monthly           |
| 13–28 | 1951年9月 – 1952年12月       | Authentic Science Fiction         |
| 29–67 | 1953年1月 – 1956年4月        | Authentic Science Fiction Monthly |
| 69–85 | 1956年5月 – 1957年10月       | Authentic Science Fiction         |

創刊号は132ページあったが、7号から25号では116ページに減量された。26号からは132ページに戻った。それまでの表紙のレイアウトは、誌名の変更を除けば全ての号が基本的に同一であった。29号では黄色い逆L字型の枠が表紙絵を囲み、148ページの容量となった。39号で表紙のL字枠が無くなった。41号で容量は164ページに増加したが、47号で148ページに戻った。57号では132ページへの減量がなされると共に表紙のデザインおよび誌名のフォントも変わった。60号でページ数は164に戻り、それが77号まで続いた。77号はポケット・ブック版で出た最後の号となった。ダイジェスト・サイズで出た最後の8冊は、いずれも132ページであった。
歴代編集長の在任期間は以下の通り。
- L・G・ホームズ（L. G. Holmes）ことゴードン・ランズボーロウ（Gordon Landsborough） - 1号から27号（合計27冊）
- H・J・キャンベル（H. J. Campbell） - 28号から65号（合計38冊）
- E・C・タブ（E. C. Tubb） - 66号から85号（合計20冊）

## 参考資料
- Ashley, Michael (1976). The History of the Science Fiction Magazine Vol. 3 1946–1955. Chicago: Contemporary Books, Inc.. ISBN 0-8092-7842-1.
- Ashley, Michael (1978). The History of the Science Fiction Magazine Part 4 1956–1965. London: New English Library. ISBN 0-450-03438-0.
- Ashley, Mike (2005). Transformations: The Story of the Science Fiction Magazines from 1950 to 1970. Liverpool: Liverpool University Press. ISBN 0-85323-779-4.
- Holdstock, Robert (1978). Encyclopedia of Science Fiction. London: Octopus Books. ISBN 0-7064-0756-3.
- Kyle, David (1976). A Pictorial History of Science Fiction. London: the Hamlyn Publishing Group. ISBN 0-600-38193-5.
- Nicholls, Peter (1979). The Encyclopedia of Science Fiction. St Albans: Granada Publishing. ISBN 0-586-05380-8.
- Clute, John; Nicholls, Peter (1993). The Encyclopedia of Science Fiction. New York: St. Martin's Press, Inc.. ISBN 0-312-09618-6.
- Tuck, Donald H. (1982). The Encyclopedia of Science Fiction and Fantasy: Volume 3. Chicago: Advent: Publishers, Inc.. ISBN 0-911682-26-0.